# The Gymnast
Pour plus de détails, voir Fiche technique et Distribution.
The Gymnast est un film américain de Ned Farr sorti en 2006.

## Fiche technique
- Titre original : The Gymnast
- Réalisation : Ned Farr
- Scénario : Ned Farr
- Pays de production : États-Unis
- Langue originale : anglais
- Genre : Drame, romance lesbienne
- Durée : 96 minutes (1 h 36)
- Date de sortie : 
  - États-Unis : 11 avril 2006

## Distribution
- Dreya Weber : Jane
- Addie Yungmee : Serena
- David De Simone : David
- Allison Mackie : Denise
- Mam Smith : Nicole
- Stef Tovar : Dan
- Tricia Small : Crystal
- Paul A. Hicks : Jimmy
- Jeff Sugarman : Stan
- Kathe Mazur : Dr. Weiland
- Andrew Ableson : Julian
- John Lee Ames : Q
- Amy Lemons : Sandy
- Robert Sean Burke : l'officier
- Ronald Drewes : Holt